# Dušan Kovačević
Dušan Kovačević (en cirílico: Душан Ковачевић; n. 12 de julio de 1948, Mrđenovac, Yugoslavia) es un guionista y director de teatro serbio. También ejerció como embajador de Serbia en Lisboa y es miembro de la Academia de las Artes y de las Ciencias de Serbia.

## Obra
Teatro
- Radovan Treći (1973)
- Maratonci trče počasni krug (1973)
- Sabirni centar (1982)
- Balkanski špijun (1982)
- Sveti Georgije ubiva aždahu (1984)
- Klaustofobična Komedija  -(1987)
- Profesionalac (1990)
- Urnebesna Tragedija (1990)
- Lari Tompson, tragedija jedne mladosti (1996)
- Kontejner sa Pet Zvezdica (1999)
- Doktor Šuster (2001)
- Generalna proba samoubstiva (2009)
- Život u tesnim cipelama (2011)
- Kumovi (2013)
- Rođendan gospodina Nušića (2014.)

Guiones de cine
- Poseban tretman - Tratamiento especial (1980)
- Ko to tamo peva - Línea no regular (1980)
- Maratonci trče počasni krug - La familia Maratón (1982)
- Balkanski špijun - Espía balcánico (1984)
- Sabirni centar (1989)
- Bila jednom jedna zemlja - Underground (1995)
- Profesionalac (2003), también director
- Sveti Georgije ubiva aždahu - San Jorge matando al Dragón (2009)

Underground, dirigida por Emir Kusturica, ganó la Palme d'Or en el Festival de Cine de Cannes. El guion fue una adaptación de Kovačević de una obra de teatro anterior llamada Proleće u januaru («Primavera en enero»).